# Plectris devillei
Plectris devillei är en skalbaggsart som beskrevs av Frey 1967. Plectris devillei ingår i släktet Plectris och familjen Melolonthidae. Inga underarter finns listade i Catalogue of Life.